# 서석조 (1921년)
서석조(徐錫助, 1921년 ~ 1999년)은 대한민국의 의사, 교육자이다. 호는 향설(鄕雪). 경상북도 의성 봉양면 화전리 도리원 출생한 순천향대학교의 설립자이다.
1946년 일본 경도부립(京都府立) 의과대학을 졸업한 서박사는 일본에서 돌아와 서울대 의과대학 내과 조교로 일하던 중 선진의학 공부에 대한 꿈을 접을 수 없어  뉴욕에서 전문의 과정을 마치고 코넬대학교 신경내과 교수로 재직하다 다시  1955년 귀국한다. 국내 처음으로 ‘뇌졸중’ 용어를 만든 신경내과 분야의 권위자로 박정희 대통령 내외 , 부통령 , 국무총리의 주치의를 맡으며 명성을 쌓은 서박사는 1964년 서울 한남동에 동은병원을 개원한다. 동은병원은 현재 순천향대의 학교재단인 ‘동은(東隱)학원’의 모태(母胎)다. 동은병원은 1974년 순천향병원으로 개명한다. 의과대학을 설립한 것은 1978년. 이후 서박사는 서울 순천향병원을 의과대학 부속병원으로 전환하고 나머지 3개 병원을 의료법인화한다.

## 약력
- 대구 경북중고등학교 졸업
- 1946년 경도부립 의과대학 졸업
- 1960년 가톨릭대학교 의학박사
- 1974년 순천향종합병원 설립
- 1978년 학교법인 동은학원, 순천향의과대학 설립 ,  1980년에 순천향대로 교명 변경 ,  1990년에 종합대( 순천향대학교 )로 승격

### 아들
- 서교일: 순천향대학교 총장 ,  서울대 의대 78학번